# Пеоэ
Пеоэ́ или Пеуэ (исп. Lago Pehoé) — озеро, расположенное в национальном парке Торрес-дель-Пайне на юге Чили. Площадь озера около 22 км², длина более 10 км.
Со всех сторон окружено горами и подпитывается ледниковыми и атмосферными водами. Находится в 145 км к северу от города Пуэрто-Наталес.

## Гидрография
Озеро находится в межгорной котловине в Патагонских Андах. Оно входит в систему подобных озёр, связанных между собой рекой Пейн. Пейн берёт начало из озера Диксон, питаемого одноимённым ледником, и далее её русло проходит через озера Пейн и Норденшельд. Норденшельд связан с Пеоэ небольшим участком реки, на котором находится водопад Сальто-Гранде высотой 65 м. Ниже Пеоэ река Пайн проходит через озеро Торо, после которого речное русло несёт название Серрано. В озеро Пеоэ также впадают несколько безымянных ручьёв, текущие от ледников на вершине хребта Пейн, а также короткий водоток от вышерасположенного небольшого озера Скоттсберг.
Берега изрезаны и образуют небольшие бухты и заливы.

## Инфраструктура
Вдоль восточного берега озера проходит автодорога Y-150. По озеру курсирует небольшой катер, обслуживающий туристов. Туристическая инфраструктура включает в себя также несколько небольших гостиниц, убежищ и мест для проведения пикников. Вокруг озера и в его окрестностях проходят несколько туристических троп.